# Nicușor Bancu
Nicușor Silviu Bancu (pronuncia rumena  [nikuˈʃor ˈsilvju ˈbaŋku]; Crâmpoia, 18 settembre 1992) è un calciatore rumeno, centrocampista o difensore dell'U Craiova e della nazionale rumena.

## Palmarès

### Club

#### Competizioni nazionali
- Coppa di Romania: 2

U Craiova: 2017-2018, 2020-2021